# Aruc ha-Jeladim
Aruc ha-Jeladim (hebr. ‏ערוץ הילדים‎, ang. Arutz HaYeladim – izraelski kanał telewizyjny adresowany do dzieci. Został uruchomiony w 1989 roku.